# U32 (ドイツ潜水艦・3代)
U 32（NATO識別符号：S 182）は、ドイツ連邦海軍の潜水艦。212A型潜水艦の2番艦。

## 艦歴
「U 32」は、ノルトゼーヴェルケエムデンで建造され1998年に起工、2003年12月4日に進水し、2005年10月19日に就役する。
「U 31」ペーター・シュトルック連邦国防大臣が出席の下で、艦隊司令官ヴォルフガンク・ノルティンク海軍中将に引き渡されエッカーンフェルデ海軍基地に入港し正式に就役する。
「U 32」は、艦長ミヒャエル・ボンホルト（Michael Bornholt）海軍少佐指揮の下で2006年4月上旬にエッカーンフェルデ海軍基地を出航し、シュノーケル未使用による連続二週間におよぶ潜水航海を実施し、2006年4月25日にスペインのロタ海軍基地に到着した。これにより通常動力型潜水艦として最長の潜行時間を記録した。
後援都市はテューリンゲン州のエーデンコーベンである。
第1機動隊群第1潜水戦隊に所属し、エッカーンフェルデを母港としている。